# Powstanie Pontiaka
Powstanie Pontiaka 1763–1766 – rewolta plemion indiańskich przeciwko brytyjskiemu panowaniu w Ameryce Północnej. Swoją nazwę wywodzi od jej głównego przywódcy Pontiaka, wodza plemienia Ottawa z rejonu Wielkich Jezior.

## Przed powstaniem
Powstanie Pontiaka było jednym z następstw wojny o kolonie (1754–1763), kończącej francuskie panowanie w Ameryce Północnej. Jednym z powodów tego konfliktu była ekspansja brytyjskich osadników na tereny znajdujące się pod panowaniem francuskim od Appalachów po dolinę Ohio. Podczas gdy Francuzi wybudowali na tych terenach niewielką liczbę fortów obsadzonych głównie przez handlarzy i traperów, Brytyjczycy rozpoczęli systematyczne zakładanie osad i twierdz na ziemiach zajętych dotychczas przez plemiona indiańskie. Brytyjczycy uważali Indian za barbarzyńców i przypisywali im liczne okrucieństwa na osadnikach, m.in. wyolbrzymili masakrę w Forcie William Henry. Innym powodem wojny był fakt, iż Brytyjczycy w przeciwieństwie do Francuzów nie zaopatrywali Indian bezpłatnie w amunicję. Dodatkową zachętą do wypowiedzenia posłuszeństwa Brytyjczykom były obietnice pomocy francuskiej składane Indianom przez handlarzy francuskich. W roku 1762 indiański szaman Neolin zapowiedział sojusz Indian i Francuzów przeciwko Brytyjczykom. Obie strony opracowały plany uderzenia na garnizony brytyjskie w fortach Detroit, Niagara, Pitt (dzisiejszy Pittsburgh).

## Sylwetka Pontiaka
Pontiak (indiański Obwandiyag) urodził się między rokiem 1712 a 1720 w rejonie dzisiejszego Detroit w pobliżu rzeki Maumee. Jego ojciec pochodził z plemienia Ottawa, matka zaś z plemienia Anishinabe (zwanych też Odżibuejami lub Czipewejami). Od roku 1755 Pontiak sprawował funkcję wodza Ottawów oraz przywódcy zjednoczonych plemion Ottawów, Potawatomi oraz Odżibwejów. W wojnie z Francuzami i Indianami Pontiak był sojusznikiem Francuzów, walcząc po ich stronie przeciwko Brytyjczykom w roku 1755 w bitwie nad Monongahelą. Bitwa unaoczniła Brytyjczykom słabość oddziałów europejskich walczących w szyku liniowym przeciwko partyzanckiej taktyce Indian. Podobnie jak inni wodzowie Pontiak odczuwał wyraźną wrogość do Brytyjczyków, których obwiniał o grabież ziem należących do Indian i ograniczenie handlu z osadnikami. Nie zmieniło tego nawet jedno z porozumień zawartych przez Pontiaka z brytyjskim majorem Robertem Rogersem w roku 1760. Pontiak był bez wątpienia jedną z najwybitniejszych postaci indiańskich. Gotowy był poświęcić życie za zachowanie sposobu życia i kultury Indian, walcząc z przeważającymi siłami wroga. W walkach okazał się wybitnym wodzem, potrafiącym pokonać zdyscyplinowane i dobrze uzbrojone oddziały brytyjskie.

## Powstanie
Zimą 1762/1763 Pontiak wykorzystał ogólne niezadowolenie wśród Indian, organizując ataki na brytyjskie forty. 27 kwietnia 1763 swoje plany przedstawił m.in. członkom plemienia Algonkinów. 7 maja na czele 60 wojowników przeprowadził nieudany atak na Fort Detroit zajęty przez 160 żołnierzy brytyjskich pod dowództwem majora Henry Gladwina. Prawdopodobnie Brytyjczyków ostrzegła w porę miejscowa Indianka. Po tym ataku Pontiak rozpoczął oblężenie fortu. 28 maja angielskie posiłki dla fortu dostały się w pułapkę indiańską w okolicach rzeki Detroit i zmuszone zostały do wycofania się. W czerwcu z oblężenia wycofały się plemiona Wyandot i Potawatomi, mimo to 29 lipca komando pod dowództwem samego Pontiaka zaatakowało oddział 280 żołnierzy brytyjskich pod dowództwem Jamesa Dalyella. Brytyjczykom udało się przedrzeć do fortu. 31 lipca lekceważąc rady Gladwina, Dalyell na czele 60 żołnierzy przeprowadził atak na obóz Pontiaka. Oddział brytyjski dostał się w pułapkę, po czym został rozgromiony przez Indian. W walce miał zginąć lub zostać ranny sam Dalyell i wszyscy jego żołnierze. 12 października plemiona Potawatomi, Anishinabe i Wyandot zawiązały z Brytyjczykami sojusz. Pontiak sam prowadził oblężenie fortu Detroit do 30 października, po czym po otrzymaniu informacji, że nie może liczyć na pomoc francuską, wycofał się w rejon rzeki Maumee.
Fort Pitt z garnizonem w sile 330 ludzi pod dowództwem Simeona Ecuyera Indianie zaatakowali 22 czerwca, oblężenie rozpoczęto 27 lipca. W forcie oprócz żołnierzy znajdowało się około 600 osadników, zbiegłych z terenów objętych powstaniem. Brytyjczykom w sukurs nadeszła ekspedycja ratunkowa składająca się z 500 szkockich górali pod dowództwem Henry Bouqueta. Szkoci zajęli oblegany fort Ligonier. Na płd.-wsch. od fortu Pitt, pod Bushy Run, doszło w dniach 5–6 sierpnia do walki w której Brytyjczycy, pozorując odwrót, wywabili Indian poza fort, po czym rozbili ich siły. Boquet zdobył fort ostatecznie 20 sierpnia.
W trwających dotąd walkach Indianie odnieśli szereg sukcesów zajmując m.in. forty: Sandusky w Ohio – 16 maja, St. Joseph w Michigan – 25 maja, Wayne w Indianie – 27 maja, Michilimackinac w Michigan – 4 czerwca, Ouiatanon w Indianie – 1 lipca, Presque Isle w Pensylwanii – 16 czerwca, oraz Le Boeuf w Pensylwania – 19 czerwca. Indianie z plemienia Seneka (jedyne plemię z rodu Irokezów biorące udział w powstaniu) zdobyli i spalili fort Venango w Pensylwanii, załogę garnizonu wymordowali, a dowódcę spalili żywcem. 14 września około 500 Indian Seneka uderzyło na broniony przez 24 żołnierzy fort Schlosser. Po wymordowaniu załogi fortu Indianie rozbili przybyły z pomocą oddział angielski z fortu Niagara.
Pod koniec roku 1763 Indianom udało się zdobyć kilka mniejszych fortów, w których oprócz znacznej liczby żołnierzy zginęło około 200 osadników. Szkody wyrządzone tymi atakami szacowano na 100 tysięcy funtów, z czego największe szkody Indianie uczynili w Pensylwanii.

## Upadek powstania
W czerwcu 1764 oddział brytyjski w sile 1200 żołnierzy pod dowództwem Johna Bradstreeta wyruszył z Albany do Fortu Niagara, gdzie podpisano z Indianami szereg porozumień. Kolejne porozumienia Bradstreet podpisał w sierpniu z plemionami Lenni Lenape oraz Shawnee, a miesiąc później z plemionami Wyandott i Ottawa w fortach Sandusky i Detroit. Jeden z oficerów Brandstreeta, Morris pomaszerował wzdłuż rzeki Maumee, po czym nawiązał kontakt z Pontiakiem. Na mocy zawartego porozumienia Morris zajął Fort Miami, gdzie ledwo uniknął śmierci w przeprowadzonym na niego zamachu. Po podpisaniu szeregu porozumień z Indianami Bradstreet wrócił do Nowego Jorku. Do ostatecznego końca powstania przyczyniła się druga ekspedycja pod dowództwem Bouqueta. Na czele 1500 ludzi wtargnął do Ohio, gdzie zmusił plemiona biorące udział w powstaniu do zaprzestania walki i wydania brytyjskich jeńców. Pontiak do 25 lipca 1766 prowadził jeszcze walki, po czym poddał się sir Williamowi Johnsonowi. Los wodza dopełnił się w kwietniu 1769 roku. Podczas jednej z kłótni Pontiaka z Indianami z plemienia Kaskaskia o pieniądze, wódz został zamordowany. Pontiak został pochowany w Saint Louis.

## Ocena powstania
W historii Indian powstanie Pontiaka było punktem zwrotnym. Był to jeden z najważniejszych konfliktów, który spowodował ograniczenie brytyjskiej ekspansji kolonialnej w Ameryce Płn. Rząd brytyjski w proklamacji wydanej w roku 1763 zabronił kolonistom zajmowania na zachodzie ziem należących do Indian. Zakaz został jednak zignorowany, przez co zaostrzyły się stosunki pomiędzy rządem a kolonistami. Powstanie stało się przyczyną wzrostu i tak już znacznych kosztów państwa, spowodowanych wojną siedmioletnią. Podniesienie podatków i próby pozyskiwania funduszy od obywateli, już wkrótce miały stać się jedną z przyczyn wybuchu amerykańskiej wojny o niepodległość.